# Thái Ngọc
Thái Ngọc (Trung Hà, 1942) é um insone vietnamita. De acordo com a agência de notícias vietnamita Thanh Niên, ele ficou acordado por mais de quarenta e cinco anos. Thanh Niên também afirmou que Ngọc adquiriu a capacidade de não dormir após um surto de febre em 1973, mas de acordo com a Vietnam Investment Review, não houve causa aparente.
Na época do relatório de Thanh Niên, Ngọc não estava sofrendo nenhum efeito nocivo aparente por não conseguir dormir. Ele era mentalmente saudável e carregava dois sacos de cinquenta quilos de ração para porcos todos os dias por uma estrada de quatro quilômetros sem sofrer fadiga.